# Kirnapur
Kirnapur fou un estat tributari protegit de l'Índia, del tipus zamindari, al districte de Balaghat a les Províncies Centrals, avui Madhya Pradesh. Tenia una població el 1881 de 12.667 habitants repartida en 29 pobles, i la superfície era de 104 km². Les terres foren concedides el 1828 a Chimna Patel, que aleshores era talukdar de Kamtha i altres talukes a l'entorn. La capital era Kirnapur a 21° 39′ N, 80° 22′ E / 21.650°N,80.367°E a uns 26 km al sud-est de Burha, amb alguns temples notables.